# Сражение под Геокчаем
Сражение под Геокчаем (азерб. Göyçay döyüşü) (тур. Gökçay Savaşı) — военные действия, произошедшие с 27 июня по 1 июля 1918 года между силами османско-азербайджанской коалиции во главе с Нури-пашей и коалицией советской 11-й армии и армянских дашнакских сил. Первоначальный бой закончился 30 июня, но незначительные столкновения продолжались до 1 июля. Несмотря на превосходство численностью шесть к одному, Кавказская исламская армия смогли победить армяно-советские войска до того, как они достигли Гянджи, где находилась штаб-квартира армии. Османско-азербайджанские войска установили контроль над землями от Геокчая (ныне — Гёйчая) до Шемахи. Армяно-советская власть в регионе закончилась в результате битвы.

## Предыстория
Возглавляемая Степаном Шаумяном Бакинская Коммуна решила начать военную операцию, чтобы не допустить восстановления Османской армии в Гяндже. Командующий Военно-морским комитетом Бакинского Наркомата Григорий Корганов 4 июня 1918 года подписал приказ Красной Армии принять меры. Он дал указание армяно-большевистско-русским войскам захватить равнину до Евлаха и захватить Евлахский мост. 6 июня армянские и российско-большевистские войска вышли из Баку в Кази-Магомед (ныне — Аджигабул). Они разграбили город и сожгли окрестные села.

Силы Красной Армии 10 июня отправились в Гянджу, тогдашнюю столицу Азербайджанской Демократической Республики. Там было небольшое военное подразделение, возглавляемое уроженцем Грузии Леваном Макаловым, состоящее из грузин и азербайджанцев, выступавших против Красной армии. 10 июня силы коалиции захватили станцию Сыгыр. В это время Шаумян узнал, что османские вооруженные силы ещё не достигли Гянджи, где жители Армении вступили в схватку с османско-азербайджанскими войсками. Захват станции Сыгыр очень воодушевил Шаумяна. В телеграмме, которую он послал Владимиру Ленину, он писал:
11 июня военные силы заняли станцию Сыгыр. Наше разведывательное отделение в настоящее время подвергается сильному обстрелу на станции Каррар. Наши вооруженные силы продвигаются вперед.

— Степан Шаумян.

### Кюрдамир
Первая ветка сил Красной Армии двинулась на запад по железной дороге Баку — Аджигабул, ведущей к станции Мюсюслю, а другая ветка прошла через Аджигабул и достигла Кюрдамира. Силы Красной Армии собрались в этом районе и атаковали Кюрдамир. Сопротивление ополченцев, в состав которых входили азербайджанцы, пытавшиеся защитить город, оказалось безуспешным. Красная Армия взяла под свой контроль станцию вместе с самим городом. Оккупация Кюрдамира большевистско-дашнакскими силами нервировала силы коалиции в Гяндже. Это серьёзно помешало Кавказской исламской армии начать продвижение, целью которой было овладеть Баку. В телеграмме Степан Шаумян сообщал Сталину, находившемуся в Царицыне: 
«7 июля на Кюрдамирском фронте противник перешёл в наступление, стараясь охватить Кюрдамир, но после 12-часового боя был отброшен, причём понёс большие потери. В бою участвовал бичераховский отряд, броневики. Наши потери невелики.»

Степан Шаумян.
Сталин в письме 8 июля инструктировал Шаумяна:
«Ваши успехи радуют нас, но мы хотели, чтобы, во избежания осложнений с немцами, вы не пошли дальше Елисаветполя, то есть не вторгались бы в пределы Грузии, независимость которой официально признана Германией.»
10 июля части Кавказской Красной армии Бакинской коммуны отступили с Кюрдамира

### Шемаха, Агсу и Исмаиллы
Двигаясь по трассе Баку — Гянджа на северо-запад, красная армия вошла в Маразу и Шемаху. Армянские силы под предводительством большевиков атаковали деревню Биджо, в результате чего произошло сражение между населением деревни и 400 армянскими войсками. Битва завершилась решающей победой азербайджанцев. Потерпев неожиданное поражение, большевики направили в село более крупные силы вторжения. Узнав об этом, жители села были вынуждены уехать в Агсу, а затем в Геокчай. После сожжения Биджо армяно-большевистские войска двинулись к городу Агсу, затем к селам Гарамарьям и Быгыр. 1-я и 3-я дивизии 11-й армии захватили Исмаиллы и прилегающие к нему населенные пункты к северу от Гарамарьяма. Утром 16 июня силы 3-й дивизии 11-й армии атаковали азербайджанских и грузинских боевиков в регионе. По окончании боя, продолжавшегося более семи часов, силы коалиции были вынуждены отступить в Геокчай. 11-я армия начала получать большую поддержку со стороны армянских и русских сел в регионе.

## Силы сторон
Советские историки причиной поражения называли превосходство в силе турецких и мусаватиских войск и результат «дезорганизаторской деятельности дашнакско-эсеро-меньшевистских предателей», однако Мустафа Гёрюрюлмаз предполагает, что на самом деле все было наоборот. Он пишет, что «в начале сражения турецкие военные силы, достигшие Азербайджана, насчитывали менее пяти тысяч человек. В то время как силы Красной армии с приходом армянских группировок превысили 30 тысяч солдат». Число азербайджанских солдат, участвовавших в сражении, неизвестно, но должно быть менее 5000 человек. Первое военное учреждение, Азербайджанский специальный корпус под командованием Али-Ага Шихлинского, которое было создано 26 июня, состояло менее чем из 5000 человек, хотя их возможное участие неясно. Кроме того, неизвестное количество добровольцев из Агдаша, Агстафы, Агсу, Барды, Гянджи, Геокчая, Шеки, Евлах и Загаталы также присоединились к силам Османско-Азербайджанской коалиции.
Силы Шаумяна и Красной Армии не состояли из солдат выходцев из Азербайджана. Ранее они служили в Русской Императорской Армии, дезертировав после Октябрьской революции. Хотя большинство дашнакских сил, которые также сражались во время сражения, были из Западной Армении. В телеграмме, направленном Ленину, Шаумян сказал, что: «большевистско-дашнакские силы проявили большое мужество в битве при Гейчае, но командиры, руководившие армией, действовали крайне трусливо». Он также отметил, что антикоммунистическая пропаганда, проводимая членами британской секретной разведывательной службы, оказала большое влияние на поражение армии.
Русский казачий отряд в Персии численностью около тысячи человек возглавил Лазарь Бичерахов. Будучи сторонником Белого движения, Бичерахов вступил в переговоры с бакинскими комиссарами, которые пытались спасти ситуацию. Они приняли его предложение о помощи в борьбе с силами османско-азербайджанской коалиции. Его отряд прибыл в Алят через Каспийское море из порта Бендер-Энзели. 7 июля его отряд был отправлен на фронт Кюрдамир, но понес большие потери. Бичерахов был назначен командующим большевистско-дашнакско-казачьими войсками под общим руководством Григория Корганова. Однако Бичерахов не полностью подчинился приказам Григория, что вызвало замешательство у большевиков, армян и казаков. 30 июля Бичерахов, брошенный большевиками и окружившими его армянскими частями, осознал бесперспективность военных операций против османско-азербайджанских войск. Он бежал со своим отрядом в Дагестан, обнажив тем самым северный участок фронта. «Я отказался командовать армией дезертиров и трусов», — писал он своему брату Георгию Бичерахову. По словам Бичерахова, за время боев его отряд потерял более 100 солдат.

## Первое наступление

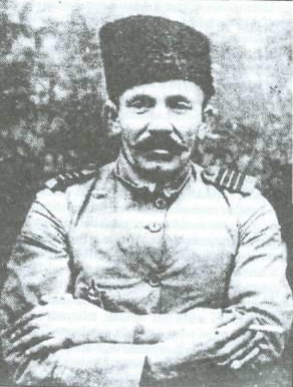
Османский военный в Азербайджане

Штаб Исламской армии Кавказа располагался в Елисаветполе, (ныне — Гянджа). Их члены пришли к выводу, что между ними и железной дорогой нет физического барьера, и эта ситуация представляет большую угрозу для столицы. Нури-паша рассчитал, что реальная угроза Гяндже будет исходить от сил Красной Армии в районе Геокчая. Столкновения, произошедшие там, стали поворотным моментом для Красной Армии, поскольку они ушли из Азербайджана, что привело к независимости страны.
10-й Кавказский пехотный полк перешел дорогу Ванадзор-Дилижан и вошел в Агстафу. Они достигли Геокчая 15 июня. Назим-бей и его солдаты были отправлены на фронты Мюсюслю и Кюрдамир. 10-й Кавказский пехотный полк под командованием Топала Османа был отправлен на фронт Гарамарьям. После нескольких дней боев османские силы нанесли поражение армянским войскам, в результате чего они отступили к деревне Галакар.
Начальник штаба Исламской армии Кавказа в Мюсюслю Назим-бей поручил Осман-бею совершить разведывательную атаку на армяно-советские войска. По приказу Топала Османа, 28-й батальон 17 июня выступил против армяно-большевистских сил к западу от Гарамарьяма. Продолжая операцию на дороге, 28-й батальон попал в советскую засаду, не приняв своевременных мер. После кровопролитного боя османские войска отступили к деревне Вейсалли.
Видя, что ситуация стала опасной, Топал Осман двинул свои 30-й и 28-й батальоны для защиты обеих сторон 28-го батальона. Однако большевистские силы атаковали эти батальоны в районе чрезвычайно крутых долин и холмов. 29-й батальон, атакованный с обеих сторон, после очень кровопролитного боя смог двинуться к деревне Вейсалли.
В течение дня ни одна из сторон не могла победить другую в жаркую летнюю погоду. Когда стемнело, они прервали столкновения и вернулись на свои исходные позиции. Это первое крупное сражение Османской исламской армии на Кавказе в регионе привело к поражению около Гарамарьяма. Моральный дух большевиков, особенно 3-й дивизии и её лидера Амазаспа Срванцзтяна, резко повысился. Они были усилены в оккупированном Гарамарьяме и захватили некоторые важные позиции, позволившие атаковать Геокчай.
Османско-азербайджанская коалиционная армия потеряла около 200 солдат в первом сражении, которое произошло у села Гарамарьям; число раненых составило 156. Армяно-советские войска захватили несколько пушек и боеприпасов у армии коалиции.

## Второе наступление
После этого поражения Нури-паша, командующий отрядом в составе азербайджанцев Али-Ага Шихлинского и начальника штаба 5-й Кавказской пехотной дивизии Рушди-бек, покинул Гянджу и 18 июня прибыл на станцию Мюсюслю. Там они встретились с начальником штаба Исламской армии Кавказа Назим Беем и командирами 29-го полка в Вейсалли и обсудили состояние войны. Затем Нуру-паша и несколько других высокопоставленных генералов переехали в Геокчай, где встретились с командиром 10-го Кавказского пехотного батальона подполковником Топалом Османом и снова обсудили состояние войны. Силы Красной Армии смогли набрать армян и русских из окрестных деревень и собрать армию из 30 000 человек. Нападение на большевиков одной только 5-й Кавказской пехотной дивизии было бы самоубийственным.
Нури-паша думал, что тысячи азербайджанцев присоединятся к Исламской армии Кавказа после их формирования, но он ошибался. Несколько тысяч ополченцев, присоединившихся к армии, не оказали Нуру-паше той помощи, которую он хотел. Он поехал в Гечай и выразил публике свое разочарование в речи, произнесенной в центре города. В своем выступлении он пояснил, что: «Османская империя отправила солдат на Кавказ со своей родины, чтобы освободить своих азербайджанских братьев и других турок, проживающих в регионе, от вражеского гнета». Он подчеркнул важность того, чтобы «каждый пошел в армию добровольно и служил с большим духом». Он также сказал:
«Многие наши солдаты, сражавшиеся в этой яростной жаре, умерли от обезвоживания. Поскольку вы не пойдете в армию, по крайней мере, вы должны помочь, неся еду и воду для этих солдат».
Нури-паша встретился и побеседовал с азербайджанской интеллигенцией и старейшинами Геокчайского уезда. Он смог заручиться их поддержкой, в результате чего в армию пошло больше людей. Многие подростки и взрослые из Геокчая, Агдаша, Евлаха и даже Барды прибыли на линию фронта для прохождения военной подготовки.
Нури-паша попросил офицеров Восточной группы армий отправить в Стамбул два важных донесения. Первый отчет был отправлен 27 июня, а второй — 1 июля. Согласно этим сообщениям, большевики набирали силу на Кавказе, и азербайджанцы не могли сформировать крупную силу для армии. Был сделан вывод, что 5-я Кавказская пехотная дивизия не может действовать в этом районе. В отчетах Нури-паша заявил, что «новообразованная Кавказская исламская армия не может добиться успеха в своей деятельности. Мы ожидали, что по крайней мере 30 тысяч тюрков здесь присоединятся к армии. обстоятельства, для решения бакинского вопроса прибытие ещё одной дивизии было бы целесообразным. Мусульмане здесь много говорят, но работают меньше.. Мы почти не видим от них помощи и самоотверженности. Освобождение Азербайджана и Баку в этих обстоятельствах стало очень важным для Османского государства защитить свою веру среди людей. 5-я дивизия нуждается в срочной поддержке. В противном случае наше положение было бы совсем не лучшим».

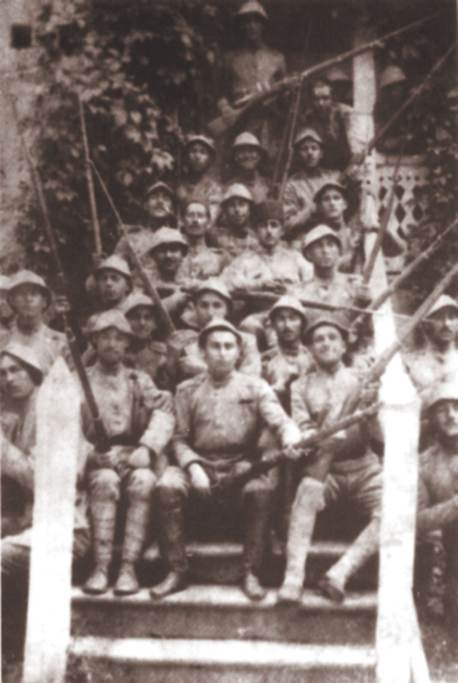
солдаты Азербайджанской Демократической Республики

Линия фронта между османско-азербайджанскими войсками и войсками Красной армии зашла в тупик. Нури-паша опасался неминуемого поражения. Он знал, что Антанта собирается предпринять новые атаки на османов, в результате чего армия не отправит дополнительных людей на Кавказ. Он направил письмо командиру 5-й Кавказской пехотной дивизии Мюрсель-бею. В письме Нури-паша заявил, что войска двинутся к позициям 23-24 июня, а штурм ожидается 27-28 июня.
10-й Кавказский пехотный полк начал контратаку Красной армии и оттеснил её примерно на 3 километра от их прежних позиций. 29 июня 5-я Кавказская пехотная дивизия готовилась к первой совместной операции в Азербайджане. Первоначальную атаку планировали нанести 10-й и 13-й Кавказские пехотные полки, а 2-й кавалерийский полк собирался атаковать большевиков с их левого фланга. В этот момент у османов не хватало воды, еды и боеприпасов.

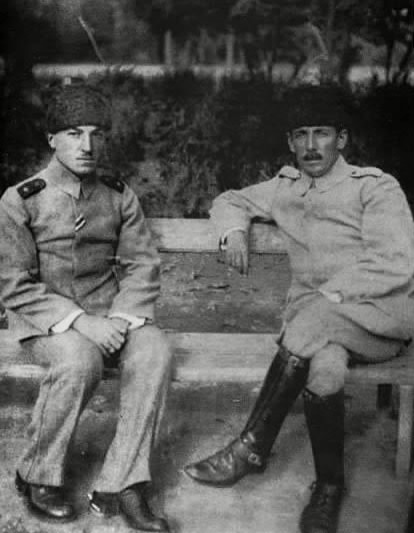
Джемиль Джахит-бей со своим адъютантом в Баку. 1918 год

Из-за очень жаркой погоды ни одна из сторон не могла начать полномасштабную атаку. Османское водоснабжение шло из Геокчая. Из-за проблем со снабжением обе стороны воевали штыками. В конце дня османско-азербайджанские силы полностью контролировали западные части Гарамарьяма и частично контролировали северо-восточную часть. Западные части Гармарьяма были плоскими. Маршруты отступления большевиков резко сократились из-за высоких холмов Агсу на востоке. Большевистские силы решили как можно скорее бежать из Гарамарьяма.
30 июня Красная Армия произвела безуспешную внезапную атаку на 10-й Кавказский пехотный полк. Во время битвы за Гарамарям азербайджанские добровольческие кавалерийские войска возглавлял Габиб-бек Салимов.
Силы Красной Армии нанесли ночную атаку 5-й Кавказской пехотной дивизии в Геокчае со своего левого фланга с помощью местных армянских и русских сел. Атакующая сила насчитывала около тысячи человек, две пушки и два пулемета. Ночью в Гянджу из Газаха прибыла новая добровольческая кавалерийская дивизия под командованием генерал-майора Ахмад Хамди Гара Ага Заде. Они немедленно двинулись в город. Начальник Генштаба проинформировал 25-й пехотный батальон об атаке и приказал им помочь Гейчаю. Глава также был вызван на помощь командующему Агдашским районом генералу Али Ихсану Сабису. Силы азербайджанской кавалерии под руководством Ахмада Хамди пытались сдержать большевистские силы, но к 7 часам утра были полностью разбиты.
25-й пехотный батальон и несколько ополченцев с фронта Гарамарьям достигли Гейча. Нури-паша, видя, что Гейчай находится на грани оккупации и существует угроза окружения, послал часть сил, служивших в Гарамарьяме и Агдаше, на помощь тем, кто оборонялся в Геокчая Получив артиллерийскую и огневую поддержку, 25-й пехотный батальон и местное ополчение успешно окружили большевистские силы. Большевики понесли массовые потери. Остальные теперь побежденные большевистские силы отступили в Гарамарьям, хотя подверглись нападению 13-го Кавказского пехотного полка. Впоследствии эти большевистские силы были атакованы 5-й Кавказской пехотной дивизией, в результате чего они понесли большие потери. Разбитые в Гарамарьяме большевистские силы снова подверглись нападению. Это вынудило их бежать на восток, в Баку.

## Последствия

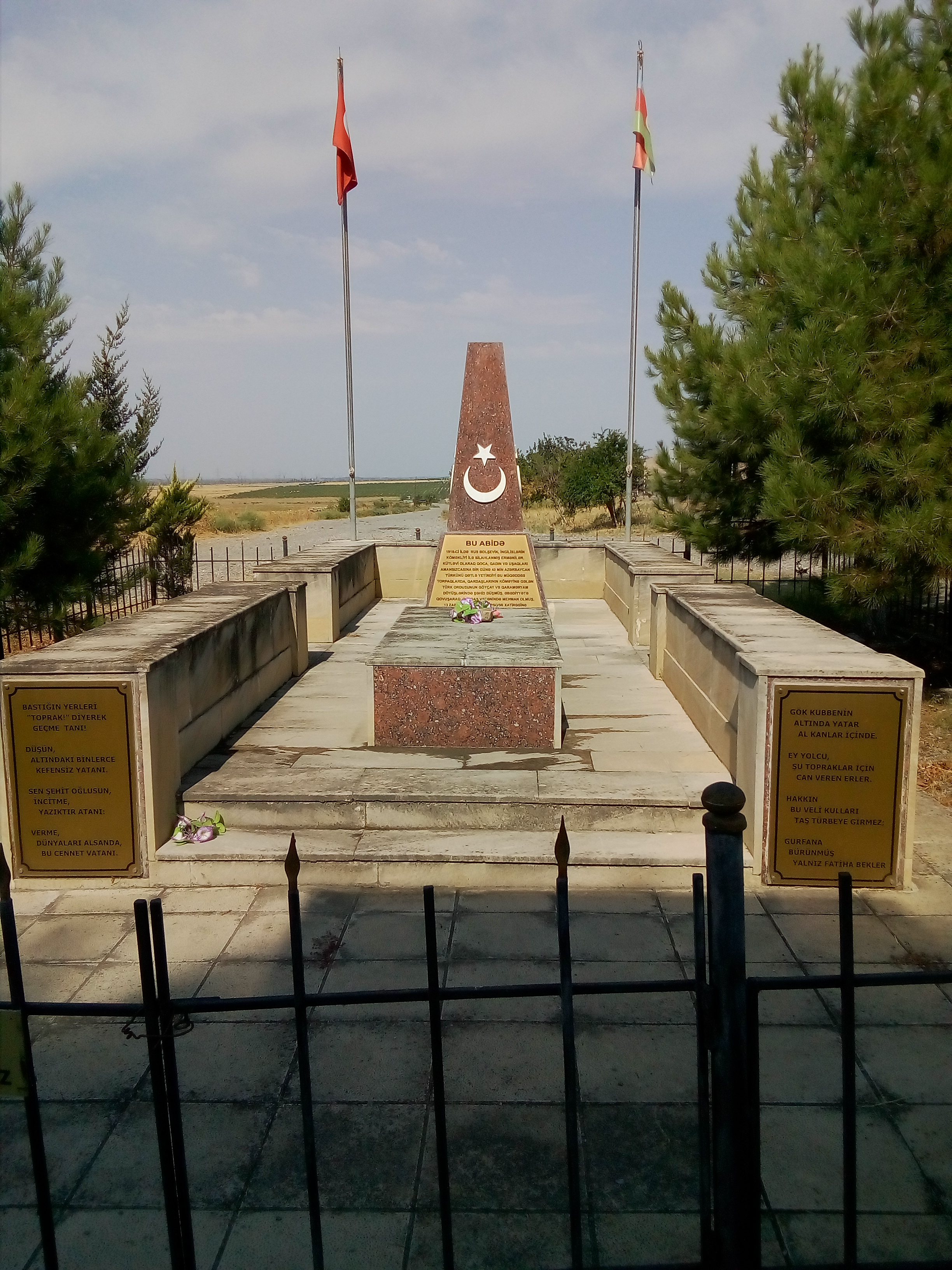
Монумент в честь погибших турок и азербайджанцев в селе Быгыр

У Красной Армии было изъято большое количество оружия и боеприпасов. Подавлены мелкие армянские и русские восстания в Агдаше, Гёйчае и Исмаиллы. Силы коалиции также захватили их оружие. Большинство османских жертв и раненых были отправлены в Гянджу. Падших турецких солдат похоронили в Ханларе и Геранбое.
Энвер-паша был занят просмотром боевых отчетов. Немцы не хотели, чтобы османские войска вошли в Баку, а Энвер-паша пытался их задержать. Из приказа Энвер-паши командованию Восточной группы армий 26 июня:
«Поскольку переезд в Баку создаст угрозу того, что большевики уничтожат нефтяные запасы в Баку, мы должны избегать этого любой ценой ради общей военной доброй воли и администрации. По этой причине приказываю 5-й Кавказской пехотной дивизии не атаковать Баку без моего согласия. Пожалуйста, не посылайте дополнительные силы Нури-паше без моего согласия и верните дополнительные силы, уже посланные его командованию. Как сообщалось ранее, Нури-паша сконцентрирует свои силы и будет ограничен, чтобы остановить наступление большевиков.»

— Энвер-паша
Следующее — из приказа, отправленного Нури-паше его сводным братом Энвер-пашой:

Посылать вам помощь — неразумно. Вашей целью не было переехать в Баку. Повторяю, вам нужно сконцентрировать свои силы и остановить большевистское движение в Гяндже.

— Энвер-паша
Далее, 15 сентября 1918 года был взят Баку, куда уже окончательно переехало правительство АДР.

## Память
В селе Быгыр Гёйчайского района Азербайджана, был воздвигнут монумент в честь погибших солдатов кавказской исламской армии.